# Ramón Barea Monge
Ramón Barea (Bilbao, 13 de juliol de 1949) és un actor, dramaturg, director de teatre i de cinema basc. Ha desenvolupat una extensa trajectòria en teatre, cinema i televisió. Fundador de les companyies Cómicos de la legua i Karraka, ha actuat en nombroses obres i n’ha dirigit i escrit altres, com Bilbao, Bilbao o Alias Molier, a més de muntatges d’autors com Agatha Christie. En cinema, va debutar el 1981 amb La fuga de Segovia, d’Imanol Uribe, i ha treballat amb directors com Álex de la Iglesia, Juanma Bajo Ulloa o Gracia Querejeta en pel·lícules com Vacas, La buena vida o Silencio roto. Ha dirigit llargmetratges com Pecata minuta i El coche de pedales, curtmetratges i documentals. En televisió, ha participat en sèries com Cuéntame cómo pasó, Hospital Central o Los misterios de Laura. Ha rebut diversos premis, com el del Festival de Cinema de Toulouse, el Premi Ercilla i el de la Unió d’Actors del País Basc.

## Filmografia

### Cinema
Com a actor
| - La fuga de Segovia (1981) - La conquista de Albania (1984) - La muerte de Mikel (1984) - Fuego eterno (1985) - Golfo de Vizcaya (1985) - Bandera negra (1986) - 27 horas (1986) - Adiós pequeña (1986) - A los cuatro vientos (1987) - Mama (1988) - El hilo de cristal (1988) - Tu novia está loca (1988) - Ander Eta Yul (1989) - La blanca paloma (1989) - El anónimo... ¡vaya papelón! (1990) - No me compliques la vida (1991) - Mirindas asesinas (1991) - Traintime (1991) - Santa Cruz, el cura guerrillero (1991) - Todo por la pasta (1991) - El rey pasmado (1991) - Entretiempo (1992) - Urte ilunak (1992) - Vacas (1992) - La madre muerta (1993) - Muy negro (1993) | - Acción mutante (1993) - La leyenda de un hombre malo (1994) - Cómo ser infeliz y disfrutarlo (1994) - Los peores años de nuestra vida (1994) - Justino, un asesino de la tercera edad (1994) - La madre (1995) - Sálvate si puedes (1995) - Hotel y domicilio (1995) - Corsarios del chip (1996) - Alma gitana (1996) - Matías, juez de línea (1996) - El ángel de la guarda (1996) - La buena vida (1996) - El magnolio (1997) - En brazos de la mujer madura (1997) - La buena estrella (1997) - Airbag (1997) - A ciegas (1997) - En la puta calle (1997) | - Una pareja perfecta (1998) - Entre todas las mujeres (1998) - Atilano, presidente (1998) - Muertos de risa (1999) - Las huellas borradas (1999) - Cuando vuelvas a mi lado (1999) - La mujer más fea del mundo (1999) - Hyde & Jekill (2000) - Vaivén (2000) - Las buenas intenciones (2000) - Carretera y manta (2000) - Gitano (2000) - La comunidad (2000) - Silencio roto (2001) - Tiempos mejores (2002) - Expediente WC (2002) - Todo menos la chica (2002) - Terminal (2002) - El otro lado de la cama (2002) - 800 balas (2002) - Torremolinos 73 (2003) - Agujeros en el cielo (2004) - Éramos pocos (2005) - Obaba (2005) - Sofía (2005) | - Películas para no dormir: La habitación del niño (2006) - Siete mesas (de billar francés) (2007) - Un poco de chocolate (2008) - No controles (2010) - Chocolate frío (2010) - De tu ventana a la mía (2011) - Libre directo (2011) - Maquillaje (2011) - 5 Millones (2011) - Blancaneu (2012) - Kea (2012) - Al otro lado (2013) - Decisiones (2013) - La herida (2013) - No controles (2010), de Borja Cobeaga. - Negociador (2015), de Borja Cobeaga - La reina de España (2016), de Fernando Trueba - Abracadabra (2017), de Pablo Berger - Todos lo saben (2018), de Asghar Farhadi - Black is Beltza (2018) - Los Lunnis y el libro mágico (2019), de Juan Pablo Buscarini |

| Com a guionista - Flamingo Berria (1993) - Adiós Toby, adiós (1995) - Muerto de amor (1997) - Pecata minuta (1999) - El coche de pedales (2004) | Com a director - Adiós Toby, adiós (1995) - Muerto de amor (1997) - Pecata minuta (1999) - El coche de pedales (2004) |

### Televisió
- Brigada central (1989)
- Bertan Zoro (1991)
- El peor programa de la semana (1993)
- Ellas son así (1999)
- Periodistas (1999)
- Compañeros (2001)
- Cuéntame cómo pasó (2002)
- Policías, en el corazón de la calle (2002-2003)
- Los 80 (2004)
- Aquí no hay quien viva (2004-2006)
- El comisario (2006)
- Hospital Central (2006)
- Génesis, en la mente del asesino (2006)
- Cuenta atrás (2007)-(2008)
- Euskolegas (2009)
- Los misterios de Laura (2011)
- Gernika bajo las bombas (2012)
- Gran Reserva (2013)

## Premis i nominacions
| Any  | Premi                                       | Categoria              | Títol               | Resultat  |
| ---- | ------------------------------------------- | ---------------------- | ------------------- | --------- |
| 1997 | Festival de Cinema Llatinoamericà de Huelva |                        | En la puta calle    | Guanyador |
| 1999 | Setmana del Cinema Espanyol de Múrcia       | Millor pel·lícula      | Pecata minuta       | Guanyador |
| 2004 | Festival de Cinema Espanyol de Toulouse     |                        | El coche de pedales | Guanyador |
| 2013 | Premis de la Unió d'Actors                  | Millor actor secundari | Blancaneu           | Nominat   |